# Мирное (Купянский район)
Мирное (укр. Мирне; до 2024 года — Первомайское) — село, Шевченковская поселковая община, Харьковская область, Украина.
Код КОАТУУ — 6325755105. Население по переписи 2001 года составляет 387 (174/213 м/ж) человек.

## Географическое положение
Село Мирное находится на расстоянии в 4 км от посёлка Шевченково.
На расстоянии до 2 км расположены сёла Троицкое, Раевка, Гроза и Александровка.
Рядом проходят автомобильная дорога Р-07 и железная дорога, станция Майское (Платформа 101 км).

## История
- 1921 — дата переименования хутора в село Первомайское в честь 1 мая.
- 12 июня 2020 года, в соответствии с Распоряжением Кабинета Министров Украины № 725-р «Об определении административных центров и утверждении территорий территориальных общин Харьковской области», вошло в состав Шевченковской поселковой общины.
- 19 июля 2020, в результате административно-территориальной реформы и ликвидации Шевченковского района, вошло в состав Купянского района Харьковской области.
- После вторжения России на Украину село было захвачено ВС РФ и находился в оккупации. 8 сентября 2022 года в ходе контрнаступления в Харьковской области освобождено Вооруженными силами Украины от российских войск.
- 19 сентября 2024 года Верховная Рада поддержала переименование села Первомайское в Мирное. 26 сентября 2024 года переименование вступило в силу.[2]

## Происхождение названия
Село названо в честь праздника весны и труда Первомая, отмечаемого в различных странах 1 мая; в СССР он назывался Международным днём солидарности трудящихся.
На территории Украинской ССР имелись 50 населённых пунктов с названием Першотравневое и 27 — с названием Первомайское, из которых до тридцати находились в 1930-х годах в тогдашней Харьковской области.

## Экономика
- При СССР в селе работала молочно-товарная ферма.

## Галерея

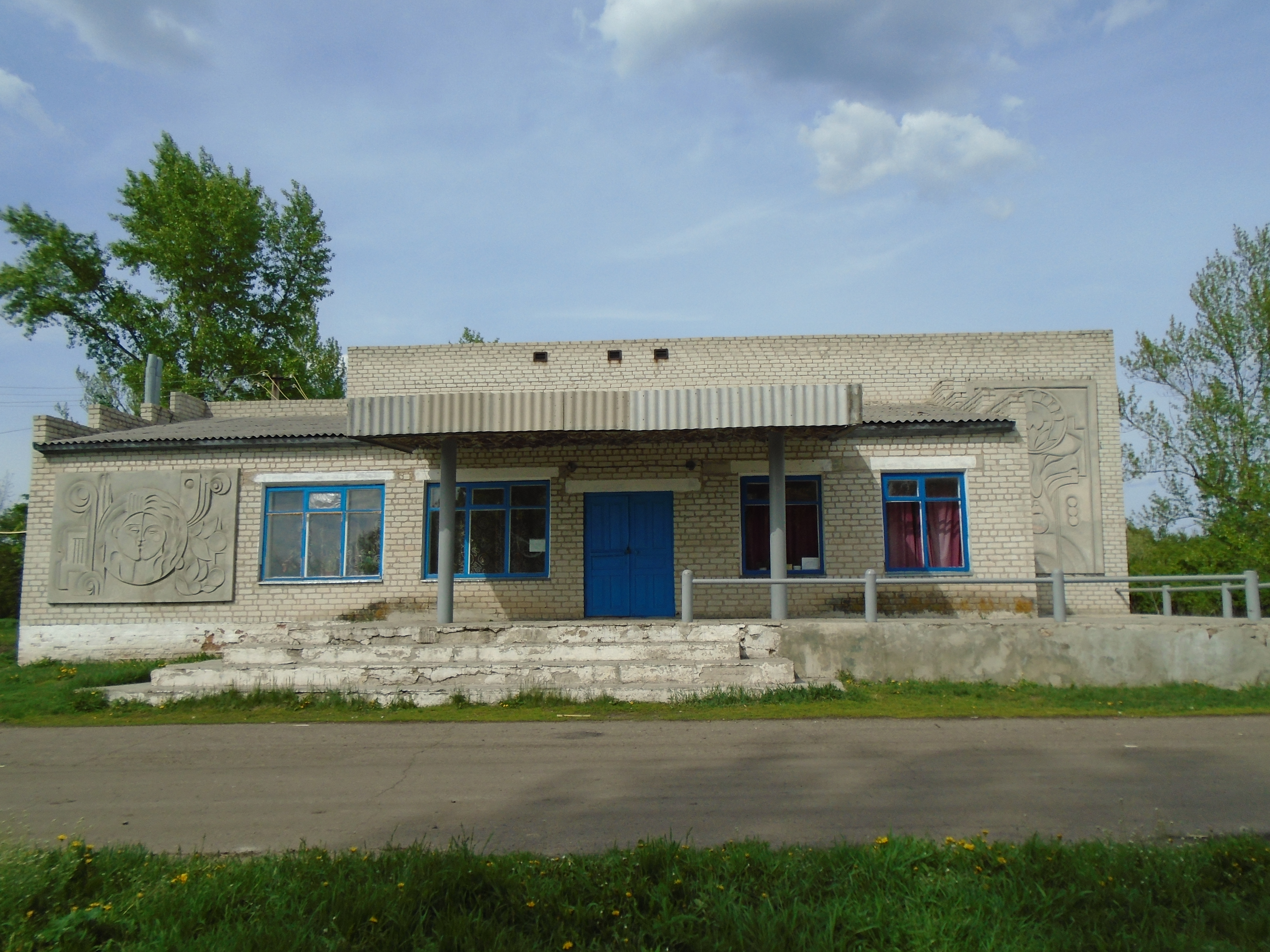
Дом культуры
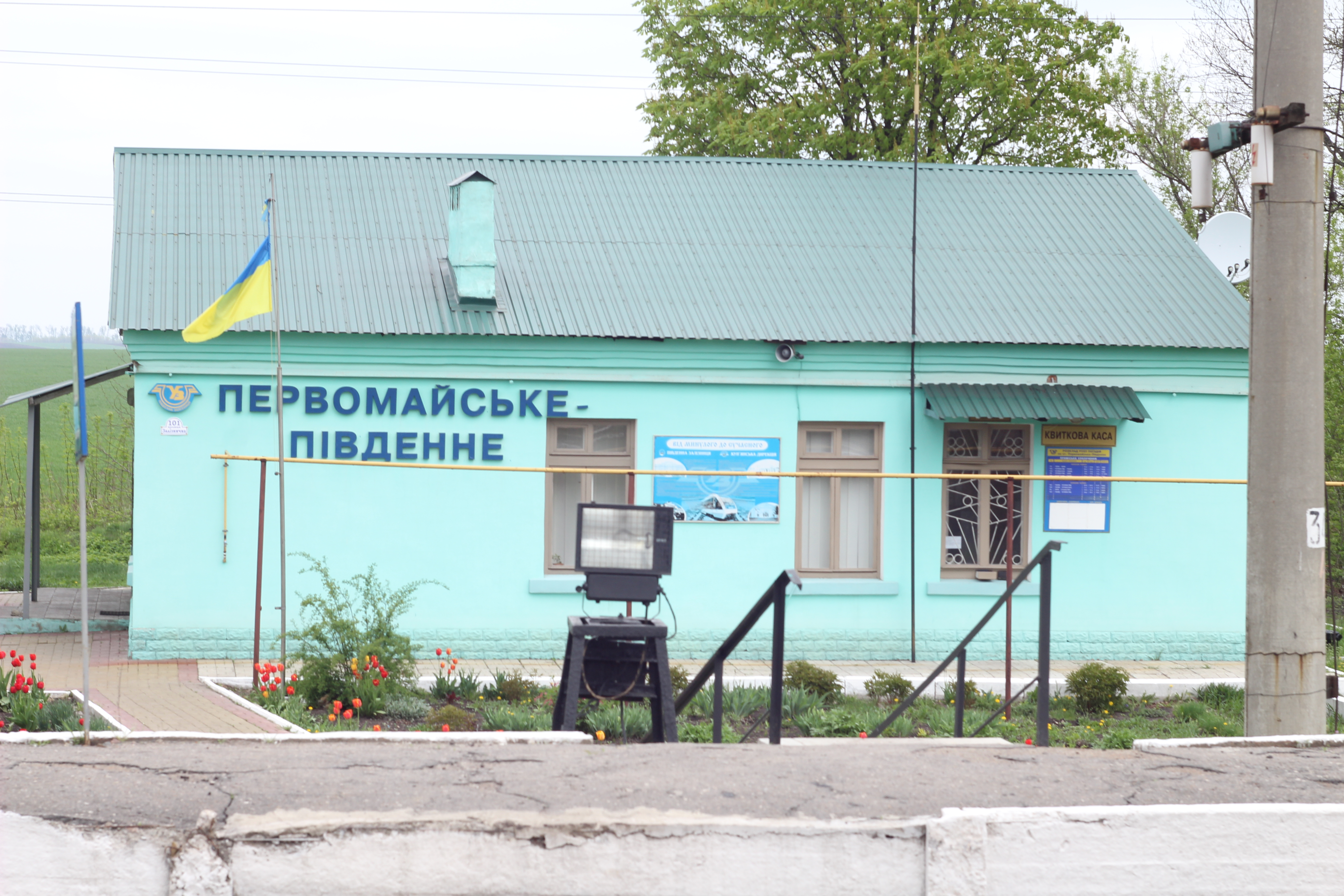
Железнодорожный вокзал
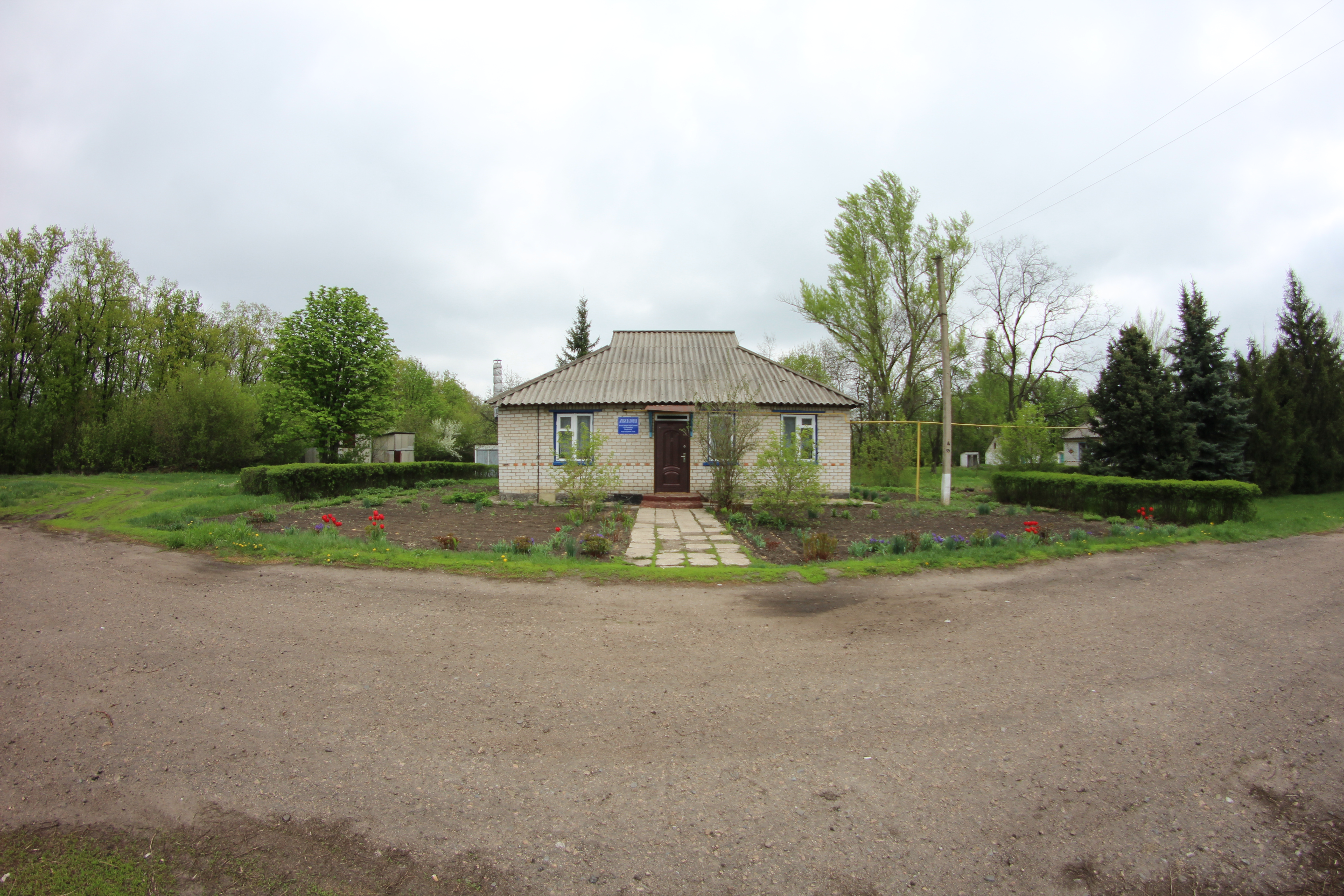
Амбулатория общей практики семейной медицины
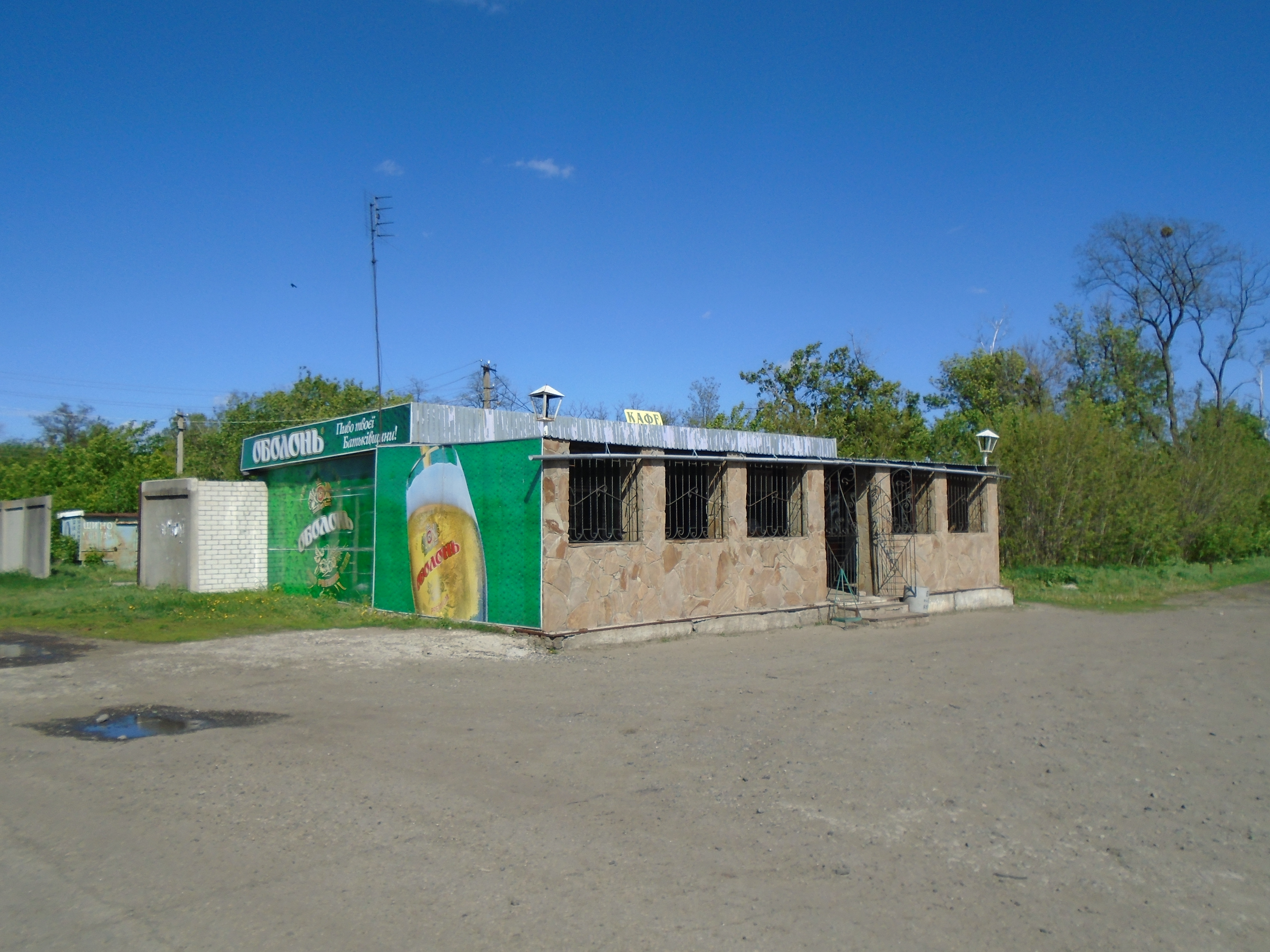
Кафе
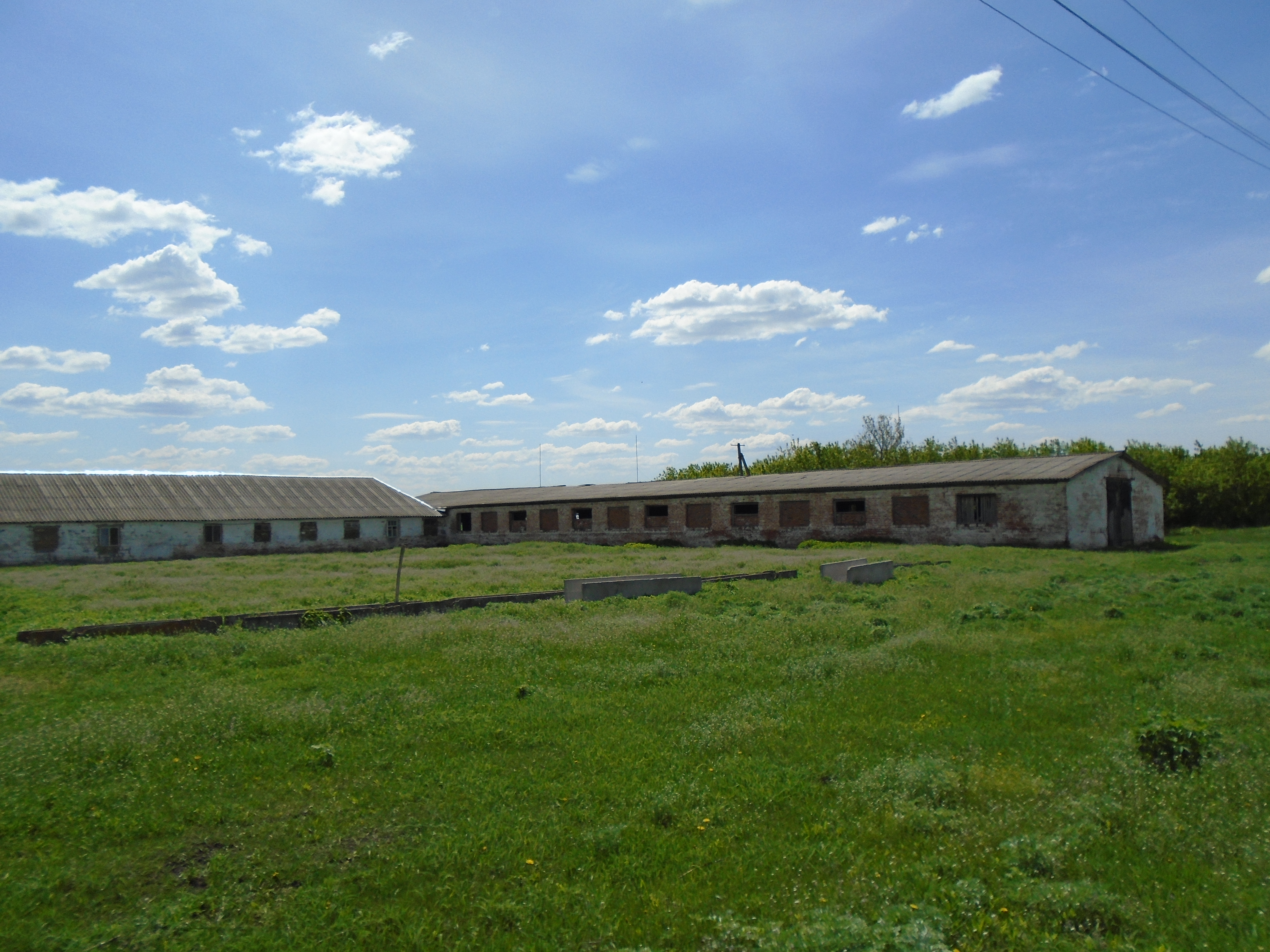
полуразрушенная ферма
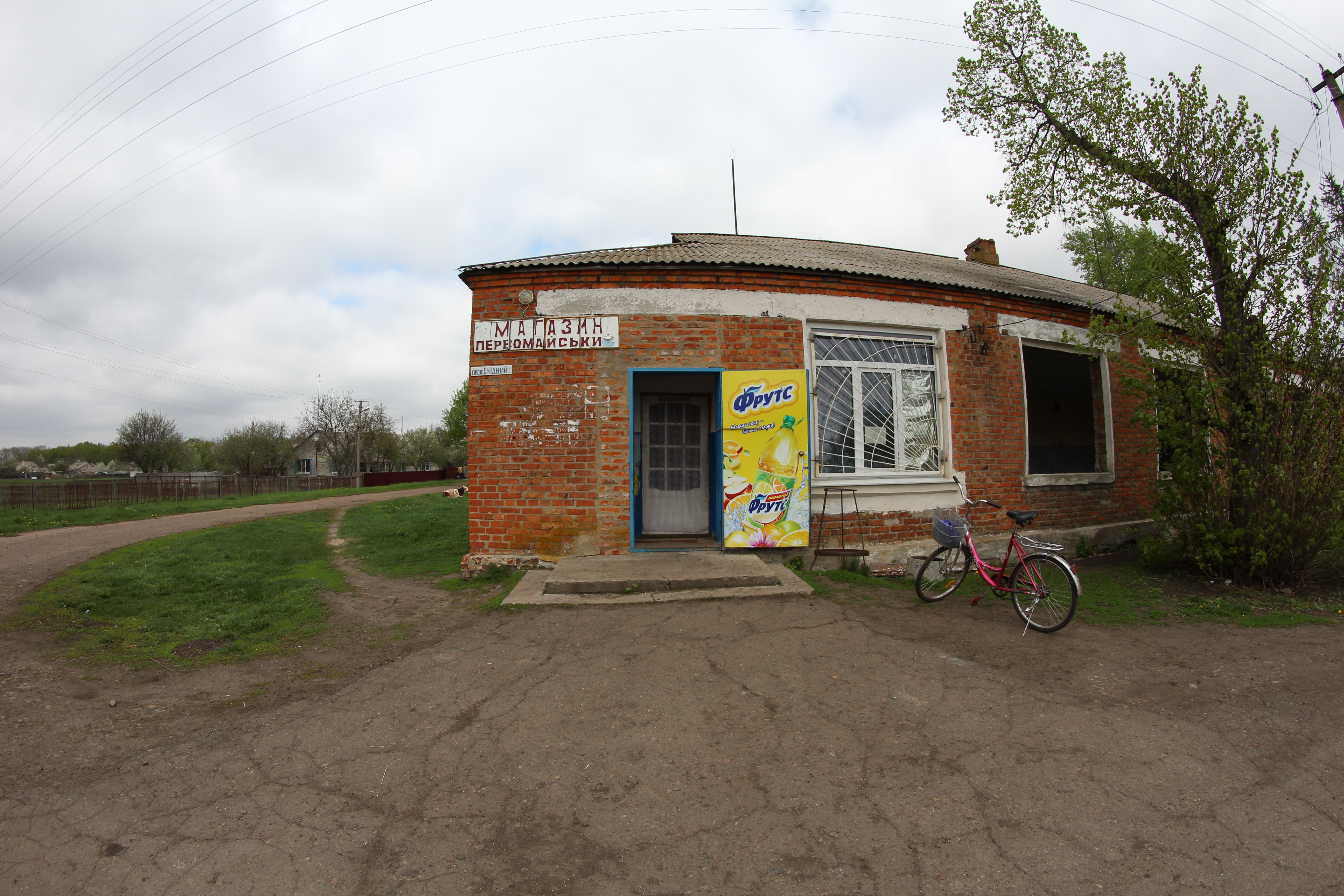
Магазин